# Прапор Пустомит
Пра́пор Пустомит — офіційний символ міста Пустомити Львівської області. Затверджений 3 вересня 1999 року рішенням сесії Пустомитівської міської ради.
Автор — А. Гречило.

## Опис прапора
Прапор Пустомит: квадратне зелене полотнище, зі середини верхнього краю до нижніх кутів і нижніх третин древкової сторони та вільного краю відходять два чорні клини, між ними біла піч для випалювання вапна, над нею жовтий кружок (діаметром у 1/5 сторони прапора), у верхніх кутах — також по такому ж жовтому кружку. 

## Зміст
Піч символізує давні промисли випалу вапна. Три кружки-монети уособлюють давню назву поселення Мито та можливе існування тут митниці. Вони також символізують об'єднання трьох населених пунктів: Пустомити, Лісневичі, Глинна. Зелений колір означає молоде місто та рекреаційно-оздоровчу відпочинкову зону. Чорні клини вказують на торговельний шлях, при якому виникло поселення.